# Geranium gentryi
Geranium gentryi är en näveväxtart som beskrevs av Harold Emery Moore. Geranium gentryi ingår i släktet nävor, och familjen näveväxter. Inga underarter finns listade i Catalogue of Life.